# Никколаи, Комунардо
Комуна́рдо Никкола́и (итал. Comunardo Niccolai; 15 декабря 1946, Уццано, Тоскана — 2 июля 2024, Пистоя, Тоскана) — итальянский футболист, игравший на позиции защитника.

## Карьера
Жёсткий центральный защитник, Никколаи играл за «Торрес», прежде чем присоединиться к «Кальяри», где он играл с 1964 по 1976 год и выиграл скудетто в 1970 году. Свою карьеру он закончил в 1977 году в «Перудже». Никколаи сыграл в 218 матчах Серии А.
Никколаи также принял участие в чемпионате мира в 1970 году.
Был тренером итальянской сборной на юношеском чемпионате мира 1987 года.
Работал в Итальянской федерации футбола.
Умер 2 июля 2024 года в больнице Пистои в возрасте 77 лет.